# Hans Hollein

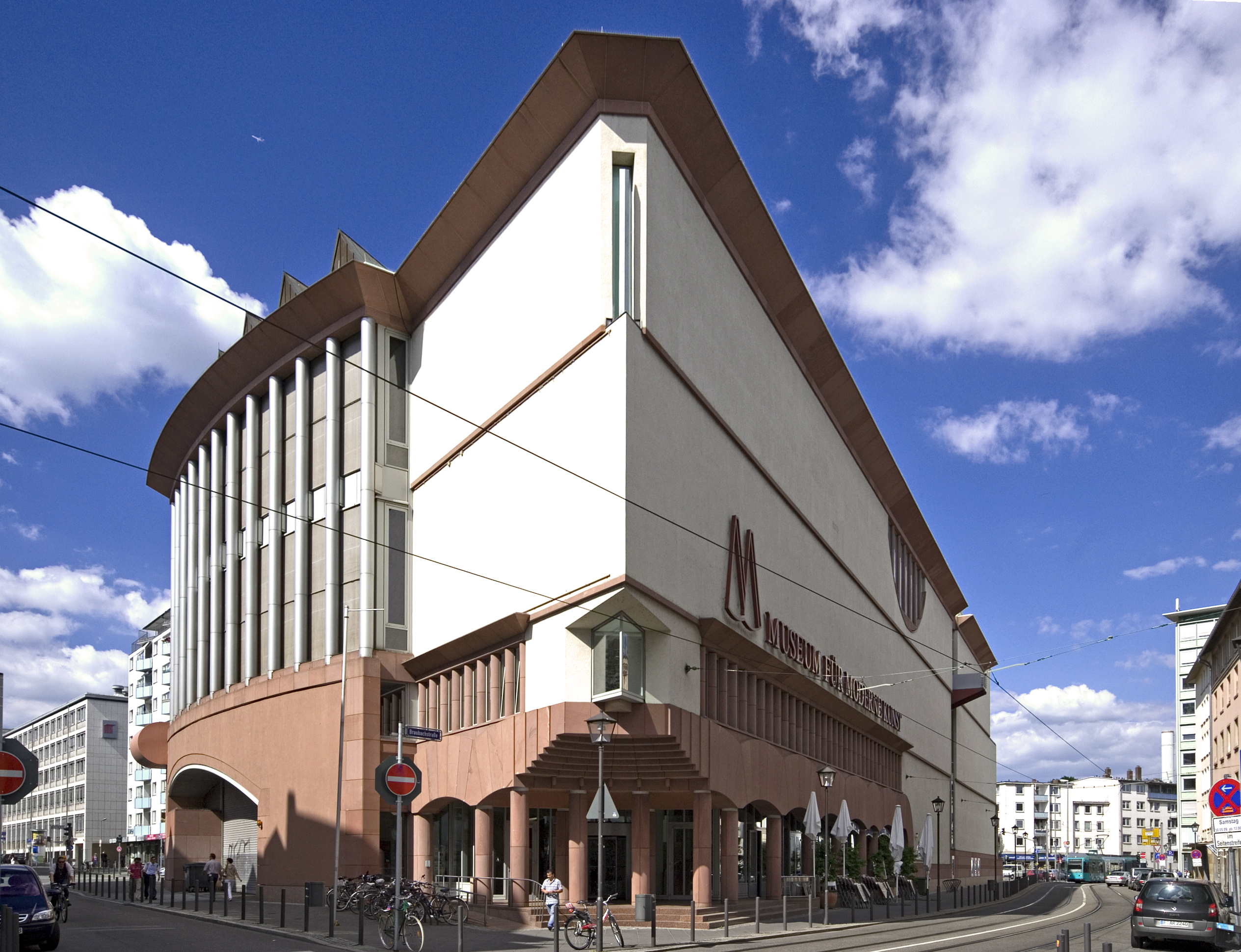
Museum für Moderne Kunst, Frankfurt am Main

Hans Hollein (Wenen, 30 maart 1934 – aldaar, 24 april 2014) was een Oostenrijks architect.
Hollein behaalde een diploma aan de Academie voor Beeldende Kunsten in Wenen in 1956, daarna studeerde hij aan de Illinois Institute of Technology in 1959 en de University of California in 1960. Hij werkte voor verscheidene bedrijven in Zweden en de Verenigde Staten, waarna hij terugkeerde naar Wenen en zijn eigen bedrijf begon. Hij heeft onder andere het Museum für Moderne Kunst in Frankfurt, het Haas-Haus  in Wenen en het Landesmuseum in St. Pölten ontworpen.
In 1963/64 en 1966 was Hollein gastprofessor aan de Washington University in St Louis. In 1967-76 was hij professor aan de Kunstacademie Düsseldorf. Sinds 1976 was hij professor aan de Universiteit voor toegepaste Kunst in Wenen. In september 2002 ging hij daar met emeritaat.
Hollein overleed in 2014 op 80-jarige leeftijd thuis in zijn geboortestad.

## Prijzen
- Reynolds Memorial Award (1966 en 1984)
- Großer Österreichischer Staatspreis (1983)
- Pritzker Prize (1985)
- Österreichisches Ehrenzeichen für Wissenschaft und Kunst (1990)
- Ehrenmedaille der Bundeshauptstadt Wien in Gold